# Paederota
Paederota L., 1758 è un genere di piante erbacee della famiglia delle Plantaginaceae.

## Etimologia
Il nome del genere deriva dagli scritti di Gaio Plinio Secondo (Como, 23 – Stabiae, 25 agosto 79]), scrittore, ammiraglio e naturalista romano, uno dei nomi che anticamente si attribuivano all'acanto. Il termine è formato da due parole greche: pais - paidos (= bambino) e eros (= amore, piacere). Il nome faceva riferimento alla proprietà della pianta di acanto di sbiancare e pulire la faccia; nel trasferire il termine alle piante di questa voce probabilmente si è fatto riferimento all'eleganza e disposizione dei fiori, perdendo così il significato originale.
Il nome scientifico del genere è stato definito da Linneo (1707 – 1778), conosciuto anche come Carl von Linné, biologo e scrittore svedese considerato il padre della moderna classificazione scientifica degli organismi viventi, nella pubblicazione "Caroli Linnaei Opera Varia. Lucae - 200".

## Descrizione

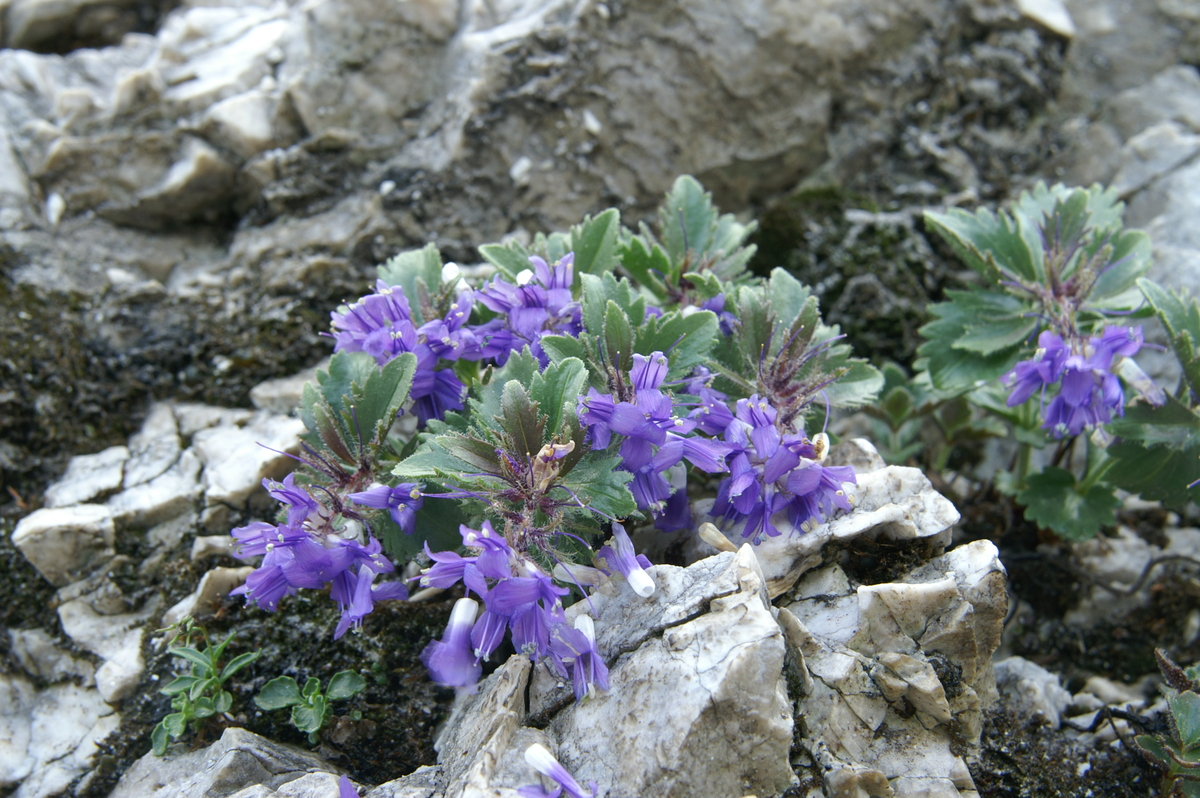
Il portamento
Paederota bonarota

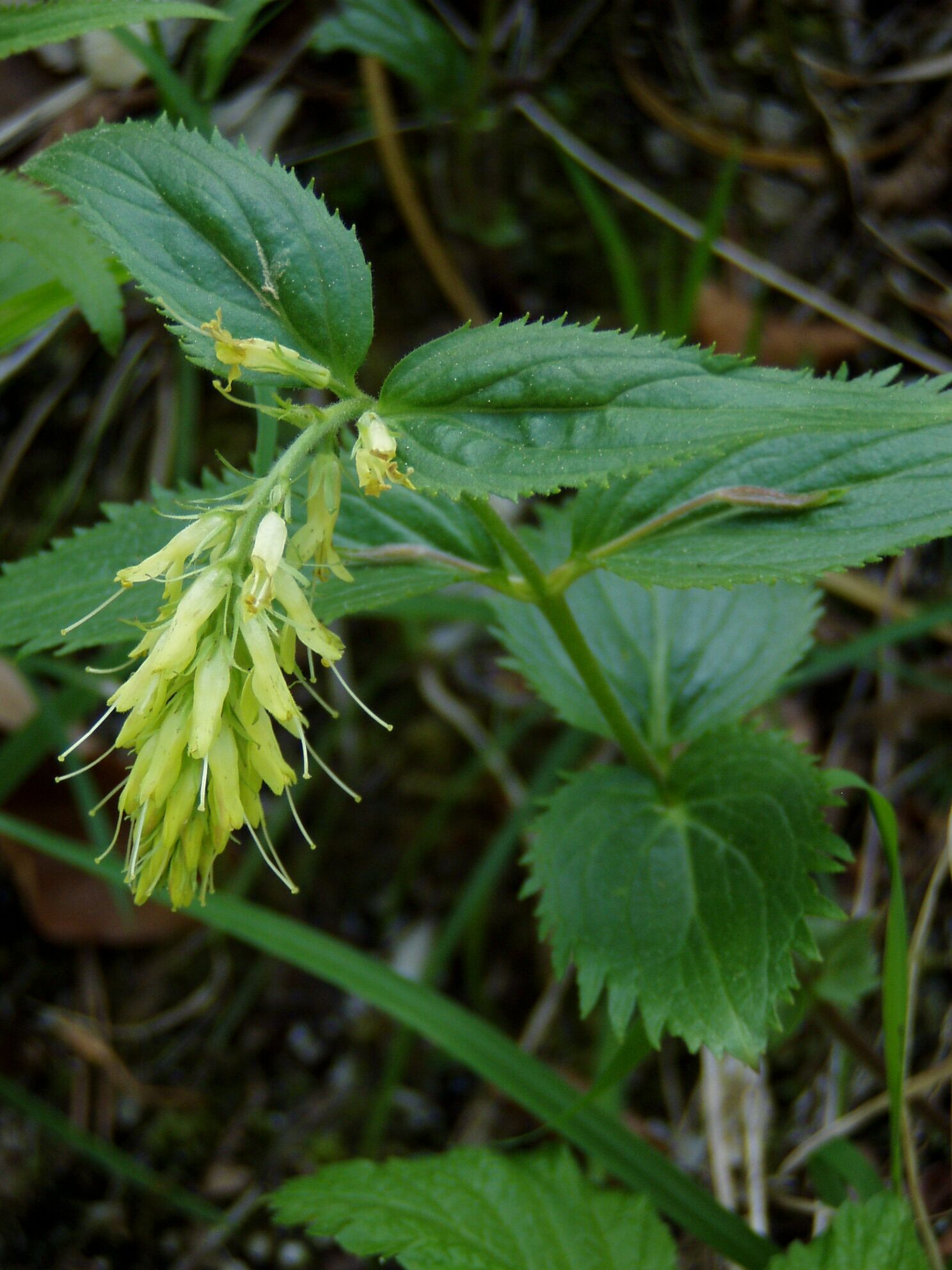
Le foglie
Paederota lutea

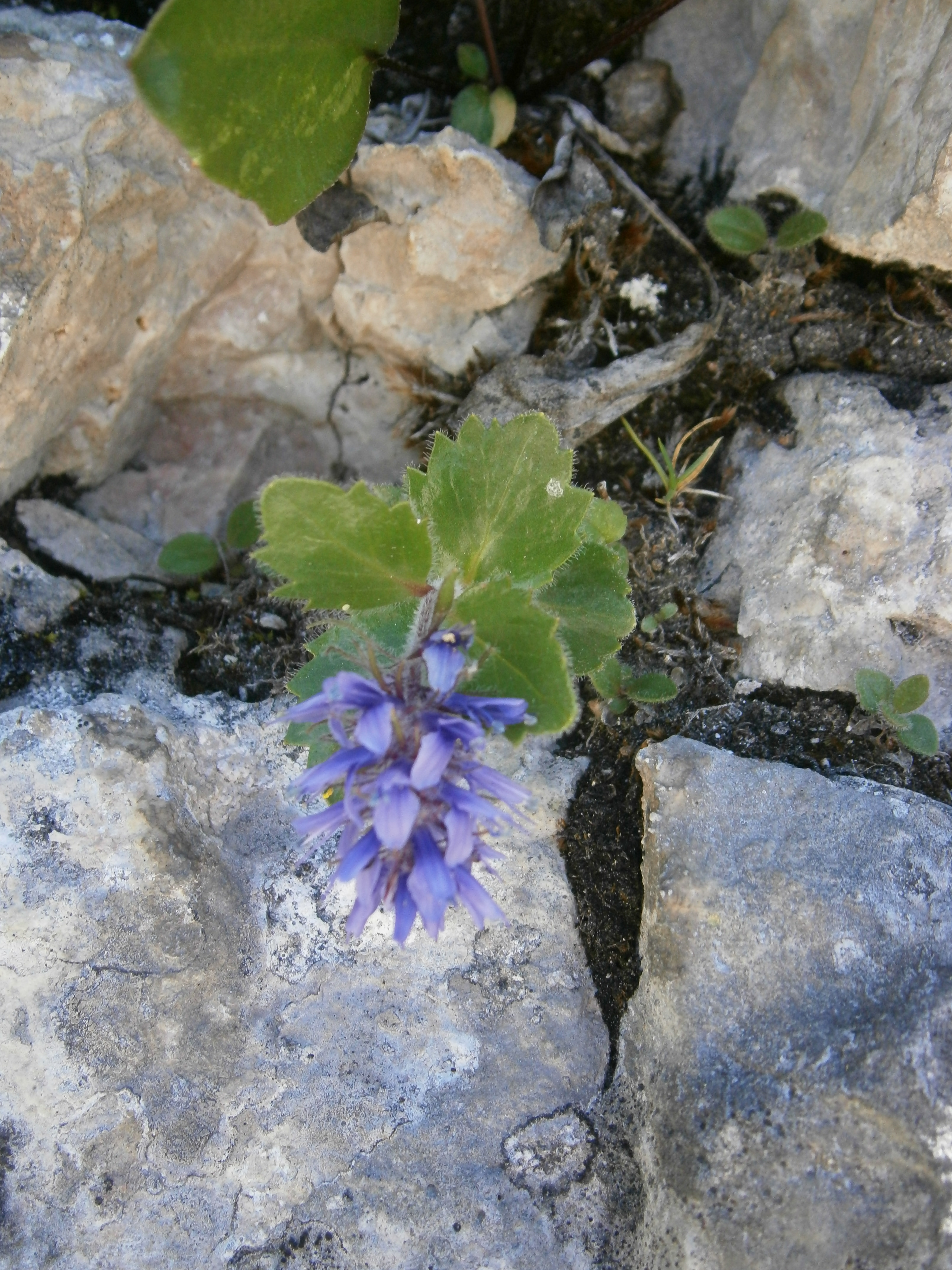
Infiorescenza
Paederota bonarota

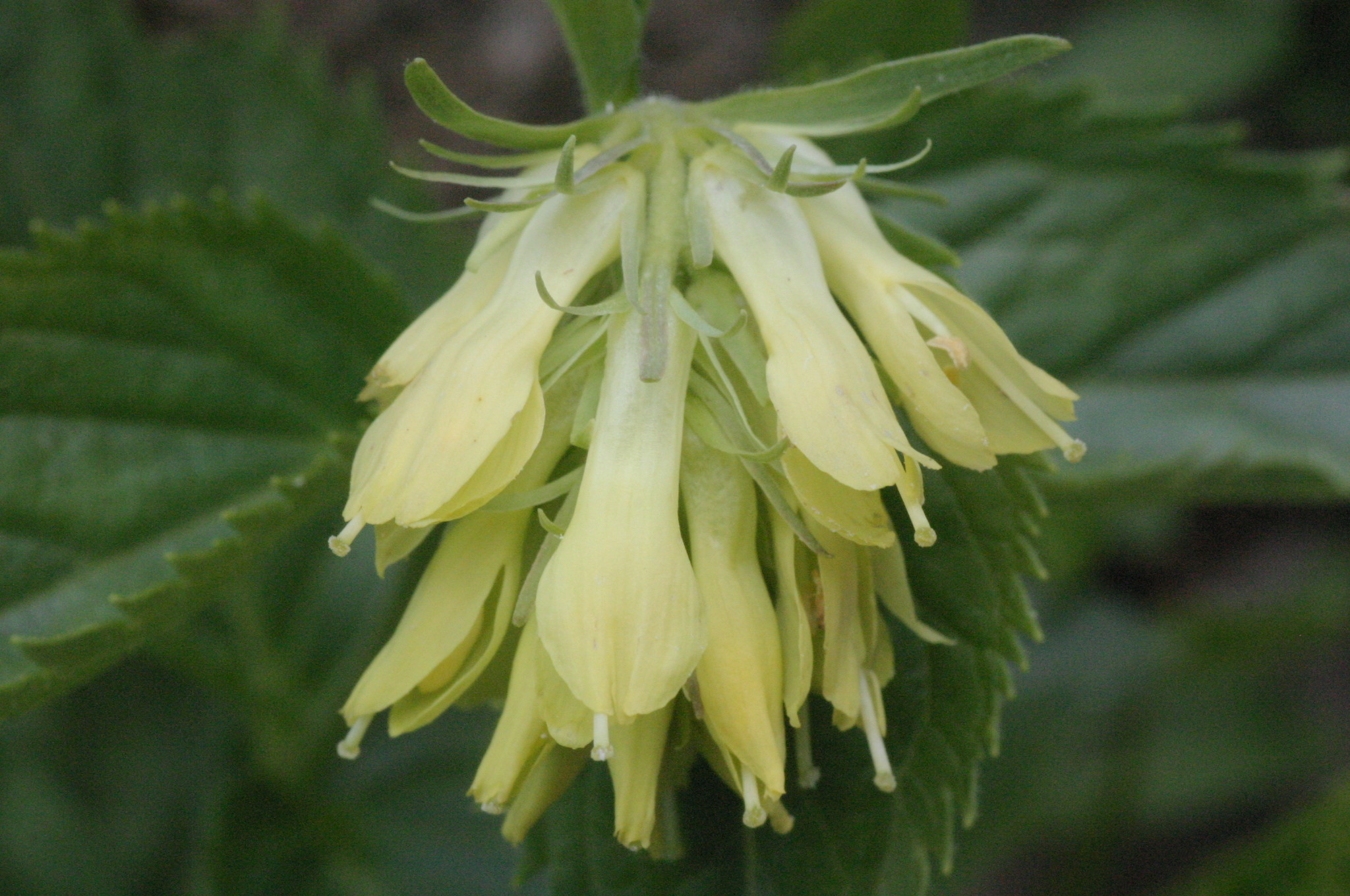
I fiori
Paederota lutea

L'altezza di queste piante varia tra 5 e 30 cm. La forma biologica è emicriptofita scaposa (H scap), ossia in generale sono piante erbacee, a ciclo biologico perenne, con gemme svernanti al livello del suolo e protette dalla lettiera o dalla neve e sono dotate di un asse fiorale eretto e spesso privo di foglie.

### Radici
Le radici sono secondarie da rizoma.

### Fusto
La parte aerea del fusto è semplice (non ramificata), ascendente o eretta. La base può essere legnosetta.

### Foglie
Le foglie lungo il caule sono disposte in modo opposto, sono subsessili e con la lamina a forma ovato-arrotondata con apice ottuso/acuto. I bordi sono dentati. La superficie delle foglie è sparsamente pelosa con peli sia ghiandolari che non ghiandolari. La consistenza può essere coriacea. 

### Infiorescenza
Le infiorescenze sono dei racemi ovali o subsferici. Inizialmente le infiorescenze sono un po' pendule; mentre alla fruttificazione sono erette. Sono presenti delle brattee lunghe come il calice e cigliate lungamente (le ciglia non sono ghiandolari). La disposizione delle brattee è alternata. I fiori sono subsessili e sono lunghi 8 – 15 mm.

### Fiore
I fiori sono ermafroditi, più o meno attinomorfi e tetraciclici (composti da 4 verticilli: calice – corolla – androceo – gineceo), pentameri (calice e corolla divisi in cinque parti).
- Formula fiorale:

X o * K (4-5), [C (4) o (2+3), A 2+2 o 2], G (2), capsula.
- Calice: il calice campanulato, gamosepalo e più o meno attinomorfo, è profondamente diviso in 5 lacinie con forme lineari-lesiniformi, con apice acuto, superficie glabra o con alcune ciglia (sono lunghe come le brattee). Le lacinie adassiali sono più piccole delle altre.
- Corolla: la corolla è gamopetala e debolmente zigomorfa con forme tubolari (il tubo è cilindrico fino a metà corolla) e terminante in due-quattro-cinque lobi o lacinie bilabiate. Il labbro superiore è formato da una singola lacinia allargata (può essere più o meno bipartita). Quello inferiore è formato generalmente da tre lacinie minori. Il colore della corolla è blu-violetto scuro (raramente può essere purpureo) oppure giallo.
- Androceo: gli stami sono due lunghi e sono appena sporgenti dal tubo corollino. I filamenti sono adnati alla corolla. Le antere hanno due teche più o meno separate, uguali con forme arrotondate.
- Gineceo: il gineceo è bicarpellare (sincarpico - formato dall'unione di due carpelli connati). L'ovario (biloculare) è supero con forme ovoidi non compresse. Gli ovuli per loculo sono da numerosi a pochi (4 per loculo), hanno un solo tegumento e sono tenuinucellati (con la nocella, stadio primordiale dell'ovulo, ridotta a poche cellule).[8] Lo stilo con stigma capitato è lievemente sporgente dalla corolla. Il disco nettarifero è presente nella parte inferiore della corolla (sotto l'ovario).

### Frutti
Il frutto è del tipo a capsula con 4 valve (per la deiscenza setticida dei semi) allungata e pelosa. I semi sono numerosi, finemente reticolati.

## Riproduzione
- Impollinazione: l'impollinazione avviene tramite insetti (impollinazione entomogama).
- Riproduzione: la fecondazione avviene fondamentalmente tramite l'impollinazione dei fiori (vedi sopra).
- Dispersione: i semi cadendo a terra (dopo essere stati trasportati per alcuni metri dal vento – disseminazione anemocora) sono successivamente dispersi soprattutto da insetti tipo formiche (disseminazione mirmecoria).

## Distribuzione e habitat
La distribuzione delle specie di questo genere è europea-mediterranea con habitat secchi e montani.
Entrambe le specie di questo genere vivono sull'arco alpino. La tabella seguente mette in evidenza alcuni dati relativi all'habitat, al substrato e alla distribuzione delle specie alpine.
| Specie | Comunità vegetali | Piani vegetazionali         | Substrato | pH     | Livello trofico | H2O   | Ambiente | Zona alpina    |
| --- | ----------------- | --------------------------- | --------- | ------ | --------------- | ----- | -------- | -------------- |
| Paederota bonarota | 3                 | subalpino montano collinare | Ca        | basico | basso           | secco | C2       | Alpi orientali |
| Paederota lutea | 3                 | alpino subalpino montano    | Ca        | basico | basso           | secco | C2 C3    | Alpi orientali |
| Legenda e note alla tabella. Substrato: con “Ca/Si” si intendono rocce di carattere intermedio (calcari silicei e simili). Zona alpina: vengono prese in considerazione solo le zone alpine del territorio italiano (sono indicate le sigle delle province). Comunità vegetali: 3 = comunità delle fessure, delle rupi e dei ghiaioni. Ambienti: C2 = rupi, muri e ripari sotto roccia; C3 = ghiaioni, morene e pietraie. |                   |                             |           |        |                 |       |          |                |

## Tassonomia
La famiglia di appartenenza di questo genere (Plantaginaceae) è relativamente numerosa con un centinaio di generi. La classificazione tassonomica di Paederota è in via di definizione in quanto fino a poco tempo fa era descritto all'interno della famiglia delle Scrophulariaceae (secondo la classificazione ormai classica di Cronquist), mentre ora con i nuovi sistemi di classificazione filogenetica (classificazione APG) è stata assegnato alla famiglia delle Plantaginaceae; anche i livelli superiori sono cambiati (vedi il box tassonomico iniziale). Questa piante appartengono alla sottotribù Veroniciinae (tribù Veroniceae e sottofamiglia Digitalidoideae).

### Filogenesi
Alcune checklist assegnano le specie di Paederota al genere Veronica (Veronica bonarota L.); ma diverse ricerche sia di tipo filogenetico sul DNA che biochimico dimostrano l'estraneità del genere Veronica nei confronti di queste specie.

### Elenco delle specie
Per questo genere sono indicate due specie:
- Paederota bonarota (L.) L., 1762 - Distribuzione: Italia, Austria e Slovenia
- Paederota lutea Scop., 1769 - Distribuzione: Italia, Austria e Slovenia

Le due specie si distinguono per i seguenti caratteri:
- P. bonarota: altezza massima 15 cm; le foglie possiedono al massimo 9 denti per lato; il colore della corolla è blu-violetto.
- P. lutea: altezza massima 30 cm; le foglie possiedono 10 e più denti per lato; il colore della corolla è giallo.